# Pavel Stepanovič Močalov
Pavel Stepanovič Močalov, nella traslitterazione anglosassone Pavel Stepanovich Mochalov (in russo Павел Степанович Мочалов?; Mosca, 15 novembre 1800 – Mosca, 28 marzo 1848), è stato un attore teatrale russo.

## Biografia

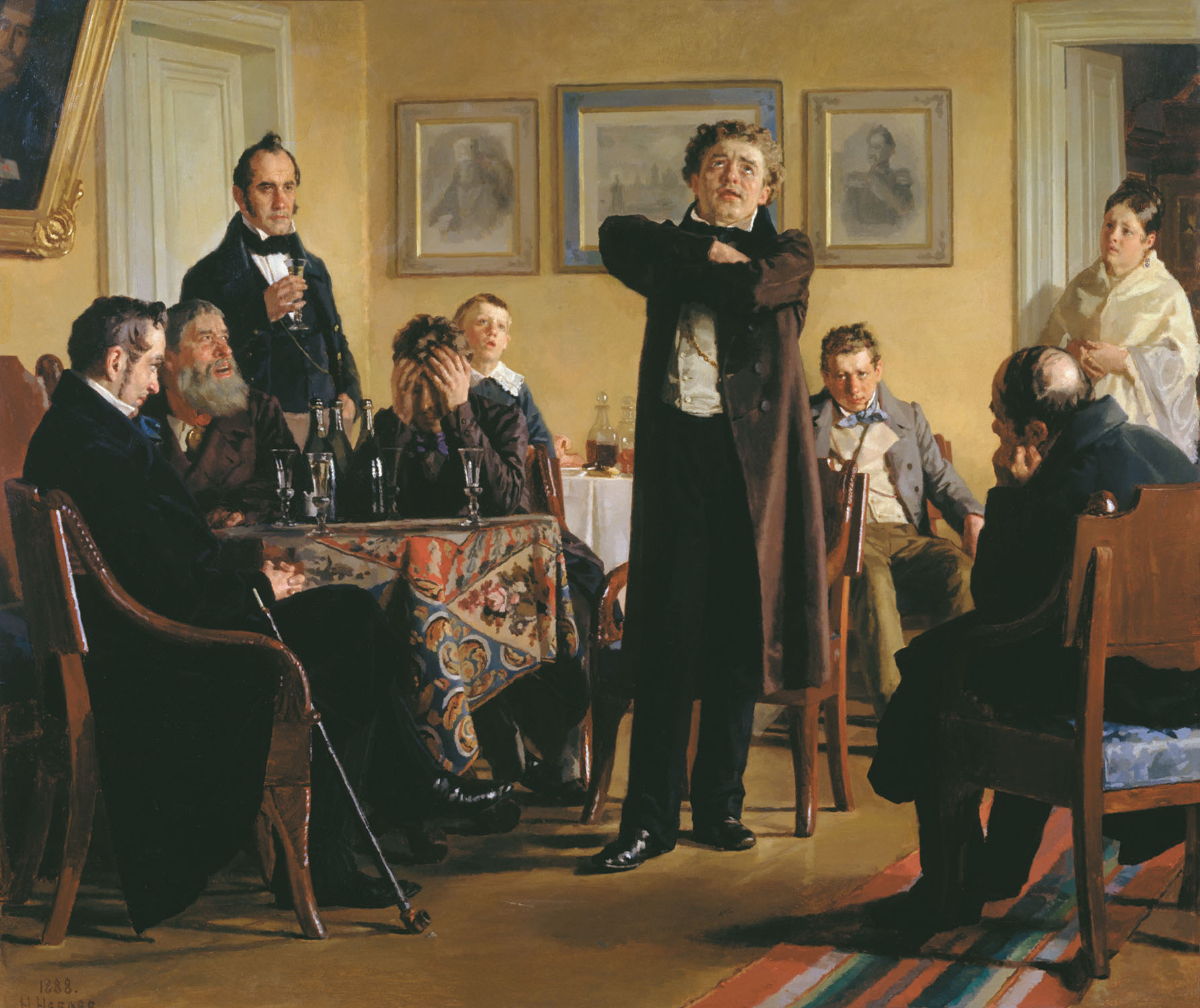
Močalov, con attorno i suoi ammiratori, in un dipinto di N. Nevrev

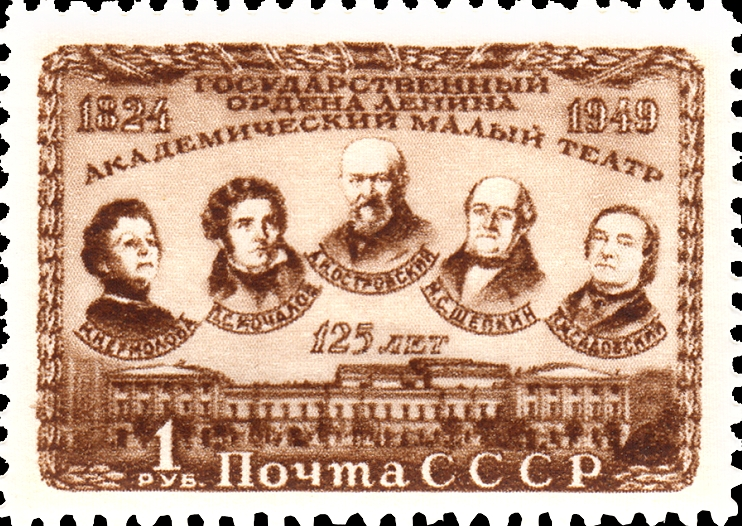
Francobollo sovietico del 1949 con raffigurato Močalov

Pavel Stepanovič Močalov nacque a Mosca nel 1800, figlio di un noto attore, esordì diciassettenne assieme al padre, distinguendosi rapidamente, grazie ad una certa versatilità, ad un temperamento orientato al genere drammatico e tragico e ai ruoli romantici.
Si mise in evidenza soprattutto per le interpretazioni degli eroi shakespeariani (Riccardo III, Otello, Re Lear) e schilleriani, dimostrandosi uno dei più importanti rappresentanti dello stile psicologico, influenzando e modellando, anche senza creare una scuola, l'ambiente teatrale contemporaneo, differenziandosi della scuola realistica guidata da Michail Semënovič Ščepkin.
Tra tutte le sue interpretazioni, si ricorda quella dell'Amleto, che venne considerata un pregevole avvenimento nella storia del teatro russo,per la quale la sua figura risultò al centro dell'attenzione da parte di critici letterari e teatrali prestigiosi come Vissarion Grigor'evič Belinskij,che affermarono la piena comprensione del personaggio e del copione da parte di Močalov.
Intorno a questa celebre interpretazione ruotò il lungo, dal 1830 al 1850, intenso dibattito sulla superiorità, fra Močalov e l'altro famoso attore contemporaneo, attivo sul palcoscenico di San Pietroburgo: Vasilij Andréevic Karatygin, più intellettuale e meno inspirato.Polemica basata sul contrasto fra l'istinto e lo studio.
Močalov conquistò il successo del pubblico grazie al suo personaggio, alla sua voce armoniosa e melodiosa, alla passione ardente, alla sua morbidezza di movimento e alle sue qualità artistiche.
Pavel Stepanovič Močalov morì a Mosca nel 1848.